# Masada (hudební skupina)
Masada byla americká hudební skupina, založená v roce 1994 Johnem Zornem. Členové skupiny byli saxofonista John Zorn, trumpetista Dave Douglas, kontrabasista Greg Cohen a bubeník Joey Baron.